# Arc the Lad: End of Darkness
Arc the Lad: End of Darkness (em japonês: Arc the Lad Generation, アークザラッド ジェネレーション) é um jogo eletrônico do gênero RPG de ação desenvolvido pela Cattle Call e publicado pela Namco lançado em 2004 para playStation 2 e smartphones.
O jogo é uma sequencia de Arc the Lad: Twilight of the Spirits se passando cinco anos após os eventos do jogo, sendo o primeiro jog da série a usar batalhas em tempo real, ao invés de turno como nos jogos anteriores, o jogo também possibilitou modo online para até 8 jogadores até o ano de 2006.